# توماس میلیان
توماس میلیان (انگلیسی: Tomas Milian؛ زادهٔ ۳ مارس ۱۹۳۳ – درگذشته ۲۲ مارس ۲۰۱۷) یک هنرپیشه اهل ایالات متحده آمریکا بود. وی از سال ۱۹۵۷ میلادی تا ۲۰۱۷ میلادی مشغول فعالیت بوده‌است. توماس میلیان در ۲۲ مارس ۲۰۱۷ در سن ۸۴ سالگی درگذشت.

## زندگی‌نامه
با نام توماس کوئینتین رودریگس (به اسپانیایی: Tomás Quintín Rodríguez) در سال ۱۹۳۷ در هاوانا، کوبا زاده شد. در آمریکا بزرگ شد. تحصیلاتش را در «مدرسهٔ بازیگری اکتورز استودیو» به پایان برد و مدتی در نیویورک روی صحنه می‌رفت. در سال ۱۹۵۹ که برای شرکت در «جشنوارهٔ اسپولتو» به ایتالیا رفته بود، توسط مائورو بولونینی کشف و وارد سینما شد. در تعداد بسیاری از فیلم‌های کارگردانان درجه اول ایتالیایی، نقش‌های اول و دوم را به عهده گرفت. اغلب در نقش مردان عصبی شرور فیلم‌های حادثه‌ای ظاهر می‌شد. تا سال‌ها گاهی در محصولات هالیوودی نیز بازی می‌کرد و از ستارگان سینمای ایتالیا به‌شمار می‌آمد.

## گزیده فیلمشناسی
از فیلم‌ها یا برنامه‌های تلویزیونی که وی در آن نقش داشته‌است می‌توان به آثار زیر اشاره کرد.

## فیلم‌شناسی
- ۱۹۵۹ - شب دل‌پذیر (بولونینی)
- ۱۹۶۰ - آنتونیوی زیبا (بولونینی)
- ۱۹۶۲ - بوکاچو ۷۰ (اپیزود ویسکونتی)
- ۱۹۶۲ - بی نظمی (بروزاتی)
- ۱۹۶۴ - بی‌تفاوت‌ها (مازه لی)
- ۱۹۶۵ - رنج و سرمستی (ک. رید)
- ۱۹۶۶ - بهای یک مرد (ی. مارتین)
- ۱۹۶۷ - بکش جنگو (کوئستی)
- ۱۹۶۸ - از همسایه خود بدزد
- ۱۹۶۸ - راهزنان در میلان (لیتزانی)
- ۱۹۶۸ - مجازات مرگ (فیلم ۱۹۶۸) (لانفرانکی)
- ۱۹۶۹ - آدم خواران (کاوانی)
- ۱۹۶۹ - غارت نزدیکان تو (مازه لی)
- ۱۹۷۱ - آخرین فیلم (د. هاپر)
- ۱۹۷۲ - جوجه‌اردک را آزار نده (فولچی)
- ۱۹۷۲ - زندگی گاهی سخته، درسته پراویدنس؟
- ۱۹۷۳ - مشاور (د مارتینو)
- ۱۹۷۵ - اقدام بی‌سروصدا
- ۱۹۷۵ - دیوانهٔ کشتن (بوآسه)
- ۱۹۷۵ - چهار سوار آخرالزمان (فولچی)
- ۱۹۷۶ - سکس با لبخند
- ۱۹۷۶ - جنون بورژوازی
- ۱۹۷۷ - مسالینا، مسالینا!
- ۱۹۷۸ - ایتالیای کوچک (کوربوچی)
- ۱۹۷۹ - زمستان می‌کُشد (ریچرت)
- ۱۹۷۹ - ماه (برتولوچی)
- ۱۹۷۹ - کشته‌های زمستان (فیلم)
- ۱۹۸۰ - گرگ و بره
- ۱۹۸۲ - شناسایی یک زن
- ۱۹۸۲ - عالی‌جناب (ف. پری)
- ۱۹۸۲ - گربه و سگ
- ۱۹۸۲ - هویت یک زن (آنتونیونی)
- ۱۹۸۵ - پادشاه داوود
- ۱۹۸۵ - سالومه
- ۱۹۹۰ - انتقام
- ۱۹۹۰ - هاوانا
- ۱۹۹۱ - پول (فیلم ۱۹۹۱)
- ۱۹۹۱ - جی‌اف‌کی
- ۱۹۹۲ - سوزن‌ها (فلین)
- ۱۹۹۴ - فصل سوزان (فرانکن هایمر)
- ۱۹۹۴ - راه کابوی (گ. چمپیون)
- ۱۹۹۷ - هجوم احمق‌ها
- ۱۹۹۹ - آمیستاد
- ۲۰۰۰ - محوطه (فیلم ۲۰۰۰)
- ۲۰۰۰ - برای عشق یا کشور: داستان آرتورو ساندووال
- ۲۰۰۰ - قاچاق
- ۲۰۰۰ - محوطه (ج. گری)
- ۲۰۰۱ - استخدام
- ۲۰۰۶ - شهر گمشده